# 224
El 224 (CCXXIV) fou un any de traspàs començat en dijous del calendari julià.

## Esdeveniments
- 28 d'abril: Artaxerxes I venç Artaban V en la batalla d'Hormizdegan.[1]